# Chastity
Chastity é um filme norte-americano de 1969 dirigido por Alessio de Paola e estrelado por Cher, 
em seu primeiro papel no cinema sem Sonny Bono. Escrito e produzido pelo então marido de Cher, Sonny Bono, como um veículo estrela para ela, fracassou e dissuadiu Cher de atuar em filmes por mais de uma década.